# 38e corps d'armée (Allemagne)
Pour les articles homonymes, voir 38e corps d'armée.
Le 38e corps d'armée (en allemand : XXXVIII. Armeekorps) était un corps d'armée de l'armée de terre allemande, la Heer, au sein de la Wehrmacht pendant la Seconde Guerre mondiale.

## Hiérarchie des unités
| Nom          | Nbre d'hommes       | Unités subalternes                | Grade de commandement                 |
| ------------ | ------------------- | --------------------------------- | ------------------------------------- |
| Heeresgruppe | + 300 000           | 2 à + Armeen (Armées)             | Generaloberst ou Generalfeldmarschall |
| Armee        | + 100 000 - 300 000 | 2 à + Armeekorps (Corps d'armées) | General ou Generaloberst              |
| Armeekorps   | + 30 000 - 80 000   | 2 à + Divisionen (Division)       | Generalleutnant ou General            |
| Division     | + 10 000 – 20 000   | 2 à 6 Brigaden (Brigade)          | Generalmajor ou Generalleutnant       |
| Brigade      | + 3 000 – 5 000     | jusqu'à 3 Regimentern (Régiment)  | Oberst ou Generalmajor                |

## Historique
Le XXXVIII. Armeekorps est formé le 27 janvier 1940 dans le Wehrkreis II.
En juin 1940, il a comme nom de camouflage Festungs-Baustab 38. Il prend part aux combats en France sous le nom de Festungsbaustab 38. Il quitte la France en juin 1941 pour le Front de l'Est et combat en Lettonie, dans la région de Léningrad et dans la poche de Courlande.

Le 31 décembre 1944, il est renommé XXXVIII. Panzerkorps.

## Organisation

### Commandants successifs
| Date                            | Grade                  | Commandant                     |
| ------------------------------- | ---------------------- | ------------------------------ |
| 1er février 1940 - 15 mars 1941 | Generalfeldmarschall   | Erich von Manstein             |
| 15 mars 1941 - 23 avril 1942    | General der Infanterie | Friedrich-Wilhelm von Chappuis |
| 23 avril 1942 - 29 juin 1942    | General der Infanterie | Siegfried Hänicke              |
| 29 juin 1942 - 31 décembre 1944 | General der Artillerie | Kurt Herzog                    |

### Chef des Generalstabes
| Date                                | Grade       | Commandant      |
| ----------------------------------- | ----------- | --------------- |
| 15 février 1940 - 30 septembre 1940 | Oberst i.G. | Arthur Hauffe   |
| 1er octobre 1940 - Janvier 1941     | Oberst i.G. | Alfred Gause    |
| 1er février 1941 - 1er mai 1943     | Oberst i.G. | Curt Siewert    |
| 1er mai 1943 - 1er janvier 1944     | Oberst i.G. | Berhard Pampel  |
| Janvier 1944 - 31 décembre 1944     | Oberst i.G. | Wilhelm Knüppel |

### 1. Generalstabsoffizier (Ia)
| Date                              | Grade               | Commandant               |
| --------------------------------- | ------------------- | ------------------------ |
| 5 février 1940 - 31 juillet 1940  | Oberstleutnant i.G. | Wolfgang Lange           |
| 1er août 1940 - 14 décembre 1941  | Major i.G.          | Schulze-Büttger          |
| 15 décembre 1941 - Septembre 1942 | Major i.G.          | Poggendorf               |
| Octobre 1942 - Décembre 1943      | Major i.G.          | Karl Daub                |
| 10 décembre 1943 - Janvier 1944   | Major i.G.          | Heinz Schneider          |
| Janvier 1944 - Mars 1944          | Major i.G.          | Louis-Ferdinand Bennecke |
| Mars 1944 - Août 1944             | Major i.G.          | Siegfried Ahollinger     |
| Août 1944 - 31 décembre 1944      | Major i.G.          | Ulrich Roland            |

## Théâtres d'opérations
- Allemagne : Janvier 1940 - juin 1940
- France : Juin 1940 - Juin 1941
- Front de l'Est, secteur Nord : Juin 1941 - Octobre 1944 ; Siège de Léningrad
- Poche de Courlande : Octobre 1944 - Janvier 1945

## Ordre de batailles

### Rattachement d'Armées
| Date        | Armée                           | Groupe d'Armées   |
| ----------- | ------------------------------- | ----------------- |
| 1940        |                                 |                   |
| 27 janvier  | stellv. Gen.Kdo. II. Armeekorps | -                 |
| 16 mai      | z. Vfg.                         | Heeresgruppe A    |
| 17 mai      | 12. Armee                       | Heeresgruppe A    |
| 19 mai      | 2. Armee                        | Heeresgruppe A    |
| 25 mai      | 4. Armee                        | Heeresgruppe B    |
| 8 juillet   | 2. Armee                        | Heeresgruppe B    |
| 25 juillet  | 16. Armee                       | Heeresgruppe A    |
| 2 septembre | 9. Armee                        | Heeresgruppe A    |
| 1941        |                                 |                   |
| Janvier     | 9. Armee                        | Heeresgruppe A    |
| Mai         | 15. Armee                       | Heeresgruppe D    |
| Juin        | 18. Armee                       | Heeresgruppe Nord |
| Août        | Panzergruppe 4                  | Heeresgruppe Nord |
| Septembre   | 18. Armee                       | Heeresgruppe Nord |
| 14 novembre | 16. Armee                       | Heeresgruppe Nord |
| 1942        |                                 |                   |
| 1er janvier | 16. Armee                       | Heeresgruppe Nord |
| 23 février  | 18. Armee                       | Heeresgruppe Nord |
| 1943        |                                 |                   |
| Janvier     | 18. Armee                       | Heeresgruppe Nord |
| Août        | 16. Armee                       | Heeresgruppe Nord |
| Octobre     | 18. Armee                       | Heeresgruppe Nord |
| 1944        |                                 |                   |
| Janvier     | 18. Armee                       | Heeresgruppe Nord |
| Octobre     | Armee-Abteilung Grasser         | Heeresgruppe Nord |
| Novembre    | Armee-Abteilung Kleffel         | Heeresgruppe Nord |
| Novembre    | 16. Armee                       | Heeresgruppe Nord |

### Unités subordonnées

#### Unités organiques
- Korps-Nachrichten-Abteilung 438
- Korps-Nachschubtruppen 438

#### Unités rattachées
18 mai 1940
- 44. Infanterie-Division
- 82. Infanterie-Division
- 72. Infanterie-Division

22 mai 1940
- 78. Infanterie-Division
- 81. Infanterie-Division
- 162. Infanterie-Division
- 169. Infanterie-Division
- 260. Infanterie-Division
- 290. Infanterie-Division
- 292. Infanterie-Division
- 293. Infanterie-Division
- 294. Infanterie-Division
- 296. Infanterie-Division
- 298. Infanterie-Division
- Polizei-Division

24 mai 1940
- 44. Infanterie-Division
- 50. Infanterie-Division
- 57. Infanterie-Division
- 72. Infanterie-Division
- 290. Infanterie-Division

27 mai 1940
- 2. Infanterie-Division
- 9. Infanterie-Division
- 9. Panzer-Division (A.O.K.-Reserve)
- 57. Infanterie-Division

3 juin 1940
- 6. Infanterie-Division
- 46. Infanterie-Division
- 27. Infanterie-Division

8 juin 1940
- 6. Infanterie-Division
- 46. Infanterie-Division
- 27. Infanterie-Division
- 1. Kavallerie-Division

1er novembre 1940
- 254. Infanterie-Division
- 34. Infanterie-Division
- 26. Infanterie-Division

22 juin 1941 (en tant que Armee-Reserve de la 18. Armee)
- 58. Infanterie-Division
- 254. Infanterie-Division

17 juillet 1941
- 58. Infanterie-Division
- 1. Infanterie-Division

3 septembre 1941
- 1. Infanterie-Division
- 58. Infanterie-Division

19 novembre 1941
- 250. Infanterie-Division
- 126. Infanterie-Division

1er janvier 1942
- 250. Infanterie-Division
- 126. Infanterie-Division
- 81. Infanterie-Division

22 janvier 1942
- 250. Infanterie-Division
- 126. Infanterie-Division

24 juin 1942
- 250. Infanterie-Division
- 58. Infanterie-Division
- 126. Infanterie-Division
- SS-Brigade 2
- 285. Sicherungs-Division

9 juillet 1942
- 126. Infanterie-Division
- 285. Sicherungs-Division
- 2. SS-Brigade
- 58. Infanterie-Division
- 250. Infanterie-Division

14 août 1942
- 212. Infanterie-Division
- 250. Infanterie-Division

14 septembre 1942
- 212. Infanterie-Division
- 20. Infanterie-Division

14 novembre 1942
- 254. Infanterie-Division
- 212. Infanterie-Division
- 20. Infanterie-Division
- 1. Flak-Korps

22 décembre 1942
- 254. Infanterie-Division
- 212. Infanterie-Division
- 1. Luftwaffen-Feld-Division

11 janvier 1943
- 212. Infanterie-Division
- 1. Luftwaffen-Feld-Division

24 janvier 1943
- 212. Infanterie-Division
- 1. Luftwaffen-Feld-Division
- 81. Infanterie-Division

8 février 1943
- 212. Infanterie-Division
- 1. Luftwaffen-Feld-Division
- 23. Infanterie-Division

24 février 1943
- 1. Luftwaffen-Feld-Division
- 23. Infanterie-Division

4 août 1943
- 1. Luftwaffen-Feld-Division
- 217. Infanterie-Division
- Lettische SS-Freiwilligen-Brigade

26 décembre 1943
- 1. Luftwaffen-Feld-Division
- 28. Jäger-Division
- Lettische SS-Freiwilligen-Brigade

16 septembre 1944
- 83. Infanterie-Division
- 21. Luftwaffen-Feld-Division
- 227. Infanterie-Division

## Sources
- XXXVIII. Armeekorps sur Lexikon-der-wehrmacht.de